# Monastère de Novo Hopovo
Le monastère de Novo Hopovo (en serbe cyrillique : Манастир Ново Хопово ; en serbe latin : Manastir Novo Hopovo) est un monastère orthodoxe serbe situé en Voïvodine, près de la ville d'Irig. Il est un des 16 monastères de la Fruška gora, dans la région de Syrmie. Il dépend de l'éparchie de Syrmie et figure sur la liste des monuments culturels d'importance exceptionnelle de la république de Serbie (identifiant no SK 1041).
Le monastère est dédié à saint Nicolas. Il abrite aujourd'hui une communauté de religieuses.
Selon la tradition, le monastère de Novo Hopovo a été construit dans la seconde moitié du XVIe siècle par les despotes serbes, de la dynastie des  Branković. La première mention fiable de son existence date de 1641.